# 路易吉·马约科
路易吉·马约科（義大利語：Luigi Maiocco，1892年10月11日—1965年12月11日），意大利男子体操运动员。他曾参加1912年、1920年和1924年三届夏季奥运会，共收获三枚金牌，均来自于男子团体全能小项。